# Gallipoli, Puglia

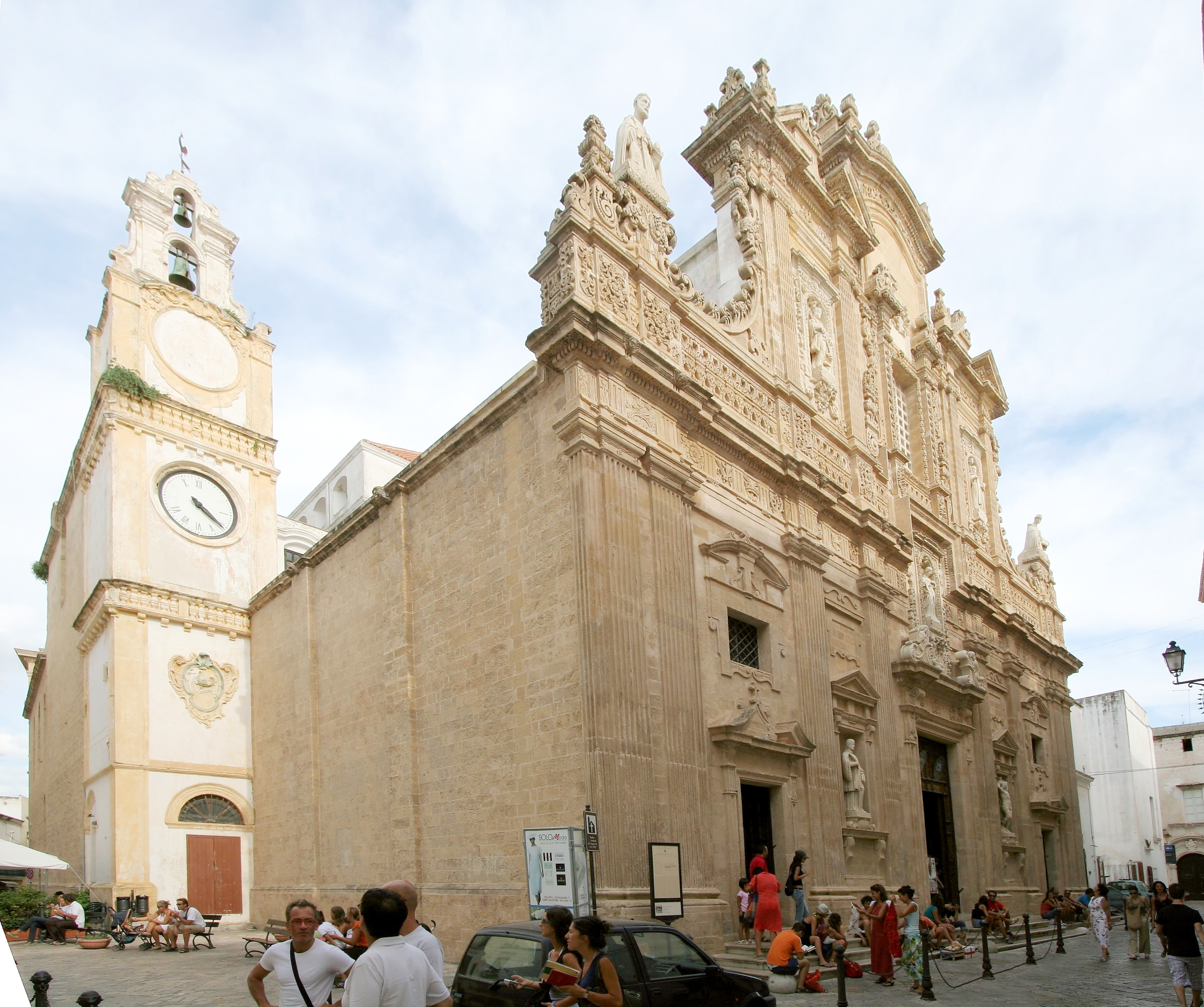
Giáo đường.

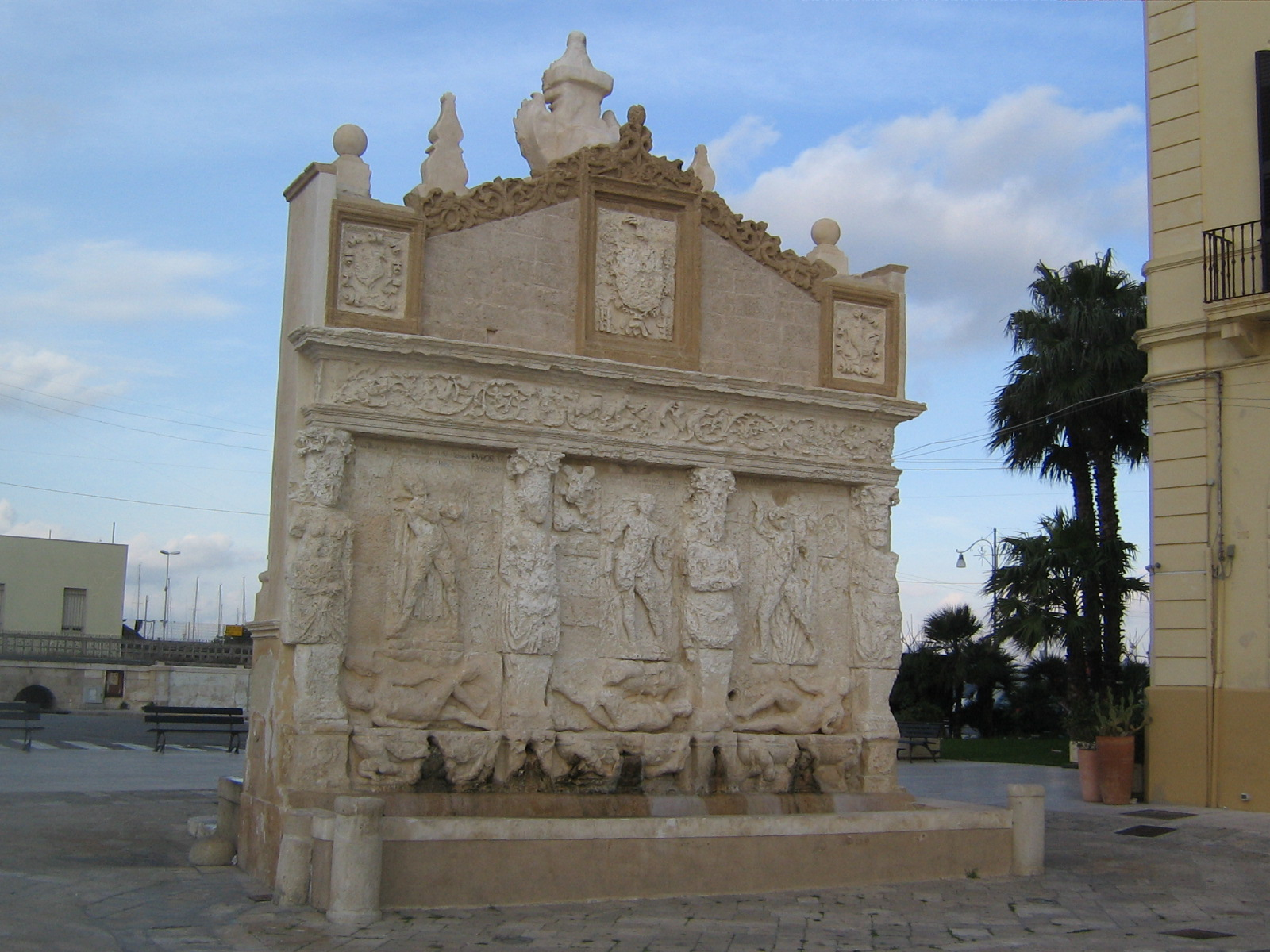
Đài nước Hy Lạp.

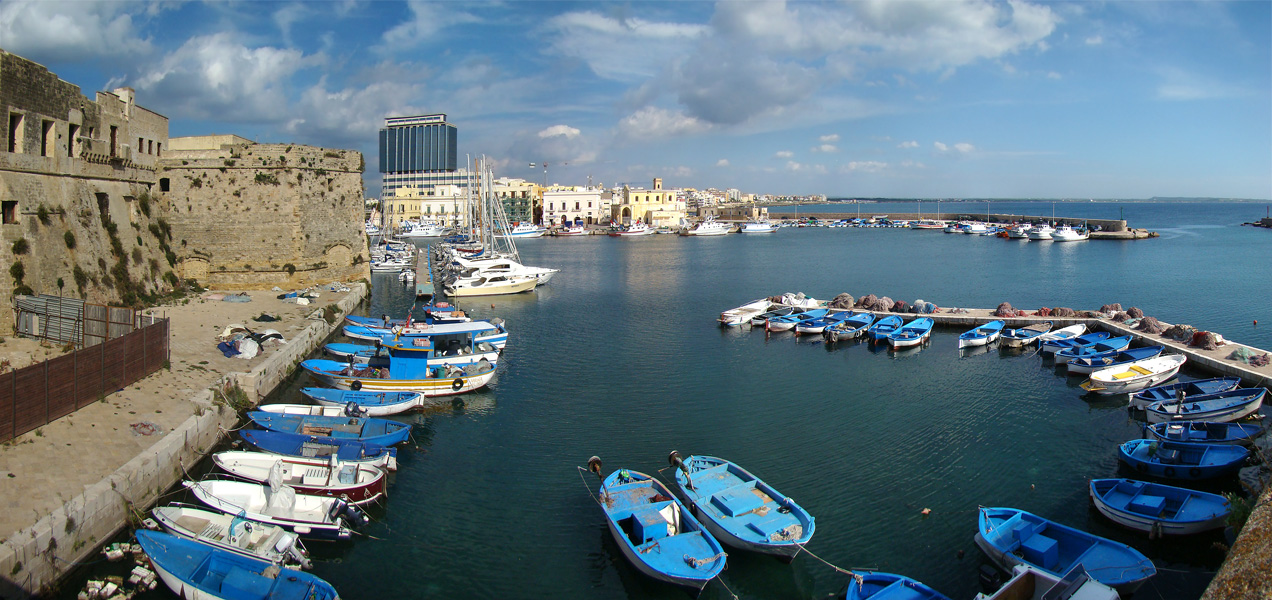
Bến cảng phía nam.

Gallipoli là một đô thị và thị xã của Ý. Đô thị này thuộc tỉnh Lecce trong vùng Apulia. Gallipoli, Apulia có diện tích 40 km2, dân số theo ước tính năm 2005 của Viện thống kê quốc gia Ý là 21.144 người. Thị xã nằm bên biển Ionia, ở bờ tây của Salento. Thị xã có hai phần cổ và mới. Phố mới có các tòa nà mới và một tòa nhà chọc trời. Phố cổ năm trên một đảo đá vôi nối với lục địa bởi một cây cầu xây vào thế kỷ 16.
Các đơn vị dân cư: Baia Verde, Lido Conchiglie, Rivabella.
Đô thị Gallipoli, Apulia giáp với các đô thị: